# Дантас, Марсия
Марсия Дантас (порт. Márcia Dantas; род. 1 августа 1987, Белен) — бразильская журналистка и телеведущая. С 2020 года Марсия была ведущей новостной программы SBT Brasil вместе с Марсело Торрес.

## Карьера
Марсия начала свою журналистскую карьеру в возрасте 19 лет в качестве стажера в Record Belém.
В 2008 году он дебютировал на телеканале RBA TV (связанном с Band in Пара), где работал репортером и оставался до 2011 года.
В период с 2011 по 2015 год она второй раз работала в Record Belém, где представляла Fala Pará и Pará Record, пока ее не перевели в штаб-квартиру сети в Сан-Паулу.
В 2016 году начал работать в SBT, сначала присоединившись к команде репортеров. Позже она начала вести журналистские программы, такие как SBT Notícias, Primeiro Impacto и SBT Brasil, в которых она в настоящее время является ведущей и ведущей.
Помимо телевидения, здесь также организуются онлайн-классы по тележурналистике и технике работы на ТВ.

## Личная жизнь
Марсия была замужем за телережиссером Рафаэлем Перантунесом, от которого в 2017 году у нее родился сын Габриэль. Она фанатка Clube do Remo.